# Santa Maria dei Miracoli, Benetke
Santa Maria dei Miracoli (morda v slovenščini Cerkev svete Marije čudežev) je cerkev v okrožju (sestiere) Cannaregio v Benetkah, Italija.

## Zgodovina
V drugi polovici 15. stoletja je bila slika, postavljena v kotu doma langobardskega trgovca Angela Amadija. Prebivalci tega območja so jo imeli za čudežno, zato so se tej sliki zaupali, da bi prosili za številne milosti. Zato se je treba pokloniti sliki Device s konstrukcijo, ki je vredna njenih čudežev. Projekt je bil zaupan arhitektu Pietru Lombardu, ki je s pomočjo svojih sinov Tullia in Antonia v 8 letih (1481-1489) zasnoval in zgradil ta majhen tempelj.
Je ena prvih stavb v renesančnem slogu, zgrajenih v Benetkah. V 16. stoletju so bili izvedeni posegi v notranjost.
Leta 1997 so cerkev skrbno obnovili, kar je Benečanom in turistom omogočilo, da v celoti uživajo v njenih umetniških lepotah.
Cerkev je del društva Chorus Venezia.

## Obnova
Znana tudi kot marmorna cerkev, je eden najboljših primerov zgodnje beneške renesanse, vključno z barvnim marmorjem, lažno kolonado na zunanjih stenah (pilastri) in polkrožnim pedimentom. Organizacija Save Venice Inc. je cerkev obnavljala v obdobju sedmih let, od 1990 do 1997 (po več letih predhodnih raziskav). Tretmaji so bili osredotočeni na marmorno oblogo in kiparsko dekoracijo tako zunanjosti kot notranjosti cerkve. Marmorna obloga je vsebovala 14 odstotkov soli in je bila na točki počenja, ko so restavratorji začeli postopek razsoljevanja in čiščenja. Vse marmorne obloge so bile odstranjene in očiščene v rezervoarjih iz nerjavnega jekla, v raztopini destilirane vode. Poleg tega je akcija delovala v kasetiranem stropu, ki je bil sestavljen iz dvainpetdesetih lesenih plošč, ki so upodabljale svetnike in preroke. Čiščenje je pripeljalo do ponovnega odkritja fresk sibil na spandrelih stropa. Pregledan in obdelan je bil skoraj vsak del cerkve, vključno z intarzijskimi vrati v prezbiteriju, bronastimi kipi in kandelabri velikega oltarja ter leseno ploščo Madone, po kateri je cerkev dobila ime. Obnova je bila izračunana na 1 milijon dolarjev, končni strošek je bil 4 milijone dolarjev. Do glavnega oltarja se pride po vrsti stopnic. Okna okrogle fasade spominjajo na cerkev Donata Bramanteja v Milanu.

## Opis

### Zunanjost
Tempelj ima pravokotno strukturo: pročelje gleda na trg, desna stran in apsida na ozke ulice, leva stran pa se potopi v vodo kanala.
Petdelno pročelje s pilastri je razdeljeno na dva reda, obrnjena glede na klasične vitruvijske kanone: spodnji red s korintskimi kapiteli je arhitraviran, zgornji, jonski, pa sestavlja 5 slepih lokov. Na fasadi prevladuje velik polkrožni pediment, okrašen z rožnim oknom, 3 okuli in 2 marmornima krogoma.
Celotna fasada, »okrašena z dragulji z marmornimi oblogami s kvadrati, križi, zvezdami, kolesi« je prekrita s polikromnim marmorjem (žilasti toskanski pavonazzetto, istrski kamen, serpentin, rumen in rdeč); nad portalom je ukrivljen timpanon, okrašen z doprsnim kipom z upodobitvijo Madone z otrokom, delo kiparja Giovannija Giorgia Lascarisa iz leta 1480.
Med oboki vzdolž celotne stavbe so doprsni kipi prerokov, ki se v oglatih obeskih umaknejo angelom.
Bas reliefi s figurami svetnikov, prizori iz Jezusovega življenja in Marijino vnebovzetje so vklesani v kroge vratnih drogov. Skulpture na višjih nivojih so izklesali različni kamnoseki različnih talentov, ki morda niso pripadali delavnici Pietra Lombarda.

### Notranjost
Od glavnih vrat se vstopi v spodnji prostor, v katerem še vedno prevladuje barco, tribuna, na kateri je bil zbor klaris.
Omembe vreden je edinstven okras bližnjega kvadratnega stebra, ki podpira barco, ki ga je izklesala roka, ki očitno ni povezana z delavnico Pietra Lombarda.
Strop, vstavljen med tramove, datirajo v konec 16. stoletja; pri teh delih je sodeloval Vincenzo Dai Destri iz Trevisa. Platna v predelkih so slike iz poznejšega obdobja.
Notranjost je enoladijska z banjastim lesenim obokom, okrašen s pozlačenimi kasetami, v notranjosti petdesetih panojev so manjše slike, ki prikazujejo preroke in patriarhe.
Prezbiterij se začne s strmim stopniščem, ki vodi v medetažo, elegantno okrašeno s štirimi kipi: sv. Antona Padovanskega in sv. Chiare, nadangela Gabrijela in Oznanjenja ter dvema poligonalnima prižnicama, vse v polikromnem marmorju, delo Pietra Lombarda s sodelovanjem njegovih sinov Tullia in Antonia. 
Na ambonih so orli kot podpora za knjige.
Velik križ iz porfirnih plošč na zadnji steni vleče pogled navzgor, kjer se stikata tonda s perspektivnimi reliefi evangelistov v spandrelih in ohranjenim vitražem v tamburju. V vitražu je podoba Pietatis ali Kristusa v grobu.
Na glavnem oltarju sta dva kipa Cesareja Groppa: sv. Peter in Sant'Antonio Abate, ki uokvirjata majhne "čudežne" plošče, ki prikazujeta Madono, ki stoji na cvetličnem travniku na rdečem ozadju z dojenčkom Jezusom v naročju.
Omembe vreden, morda eden najbolj vzbujajočih in skrivnostnih vidikov cerkve, je kiparski okras, ki vpliva na podstavke, na katerih so postavljeni veliki stebri slavoloka, skulpture, ki jih pripisujejo Tulliu in Antoniu Lombardu. Tritoni in ženske ustreznice imajo elegantne in harmonične lastnosti, zanje so značilni dolgi ribji repi, fitomorfne sprednje noge in krila. Na repu so nameščeni putti in eroti, od katerih nekateri držijo sadje.
Ta kiparski kompleks je mogoče uokviriti v perspektivo prehoda v nezemeljski svet, ki je zasnovan kot prečkanje morja.
Če opazimo različno upodobitev v dveh podstavkih, asimetrično in dramatično na levi, brez gibanja in simetrično na desni (tukaj so skoraj vsa morska bitja opremljena s krili), se pojavi priklic konca idiličnega antičnega in poganskega sveta v prvem in njegovo podoživljanje v krščanskem v drugem.